# 无名九使 觉醒
《无名九使 觉醒》是万代南梦宫遊戲北美旗下工作室Reflector Entertainment开发万代南梦宫娱乐發行的一款动作冒险游戏。

## 外部連結
- 官方网站（中文）